# Gornja Lupljanica
Gornja Lupljanica (szerbül: Горња Лупљаница), település Bosznia-Hercegovinában, Derventa községben, a Szerb Köztársaság északi régiójában. 

## Fekvése
A település Bosznia-Hercegovina északi részén, Dobojtól légvonalban 28, közúton 42 km-re északnyugatra, községközpontjától légvonalban 7, közúton 14 km-re délre, a Krnjin-hegység nyugati részén, az Ukrina jobb oldali mellékvize, a Lupljanica-folyó felső folyásánál, 220-280 méteres magasságban található. A Lupljanica-folyó a településen ered. Derventa város vízellátását az osztrák-magyar uralom alatt, 1896-ban a Lupljanica forrásáról építették ki. A vízmű épülete 1897-ben épült. A Lupljanica forrása volt Derventa egyetlen vízellátója egészen 1972-ig. A múltban a forrás vízhozama másodpercenként 12 liter volt. A szivattyútelepek 1928-ig gőzzel működtek, amikor bevezették az elektromosságot.

## Népessége
| Nemzetiségi csoport | Népesség 1991 | Népesség 2013 |
| ------------------- | ------------- | ------------- |
| Szerb               | 448           | 310           |
| Bosnyák             | 2             | 0             |
| Horvát              | 479           | 172           |
| Jugoszláv           | 6             | 0             |
| Egyéb               | 11            | 4             |
| Összesen            | 946           | 386           |

## Története
A Visoko Brdo lelőhely régészeti leleteinek tanúsága szerint ezen a területen már az őskőkorszak óta éltek emberek. Az itteni kultúrrétegekben egyaránt megtalálhatók voltak az őskőkorszak, a kőkorszak és az újkőkorszak leletei. Az ókori ember jelenlétése a Kamen lelőhely római pénzérméi utalnak.
A helyiek hiedelme szerint Lupljanica neve a vízhez kapcsolódik. A Lupljanica folyó forrásánál a víz a földből tört fel, és a dörömbölés zaját keltette, a települést pedig erről dörömbölésről (lupati = kopog, zörög, üt, ver) nevezték el Lupljanicának. Egy olyan hiedelem is létezik, hogy Lupljanica nevét a kövek ütődéséről kapta, vagyis arról a zajról, amelyet a kövek csapódása kelt a kőbányában, amely egykor a Kaurska obala régészeti lelőhelyen működött.
A Kaurska obala lelőhelyen feltehetően a középkori Lup település maradványai találhatók. Lup nevét 1461-ben említi Radivoje Ostojić középkori oklevele.
A település 1878-ig tartozott az Oszmán Birodalomhoz, ekkor a berlini kongresszus határozata alapján az Osztrák-Magyar Monarchia része lett. 1879-ben az első osztrák-magyar népszámlálás során a Derventi járáshoz tartozó településnek 46 háztartása, 198 római katolikus és 116 ortodox lakosa volt. 1910-ben a Derventai járáshoz tartozó településen 82 háztartást, 163 ortodox, 361 római katolikus és 1 muszlim lakost találtak. A monarchia szétesésével 1918-ban előbb a Szerb-Horvát-Szlovén Királyság, majd 1929-től a Jugoszláv Királyság része lett. 1921-ben a Tešanji járáshoz tartozó településnek 630 lakosa volt, közülük 181 ortodox szerb, 448 római katolikus és 2 muszlim volt. Az 1929-es törvény értelmében, amikor Bosznia-Hercegovinát négy banovinára, Drinskára, Vrbaskára, Zetskára és Primorskára osztották, a település a Vrbaska banovina (Orbászi bánság) része lett, amelynek székhelye Banja Luka volt. 1939-ben a közigazgatás átszervezésével a Hrvatska banovina (Horvát Bánság) része lett.
A második világháborúban Jugoszlávia megszállása után a Független Horvát Állam (NDH) része lett. A második világháború végén a németek a megszállt Jugoszlávia területéről való visszavonulásuk során nagy erőkkel biztosították a Lupljanica vasútállomást. A második világháború után 1992-ig a település a szocialista Jugoszlávia keretében a Bosznia-Hercegovinai Népköztársaság része volt. A boszniai háborút lezáró daytoni békeszerződés rendelkezése alapján az ország területét felosztották a Bosznia-hercegovinai Föderáció és a boszniai Szerb Köztársaság között. A békeszerződés utáni területmegosztási megállapodás értelmében a település Derventa község részeként a Boszniai Szerb Köztársasághoz került.

## Gazdaság
A múltban a lakosság szinte kizárólag mezőgazdasággal foglalkozott. Régebben több malom is működött itt, a Živkovića, a Čučkovića, a Borojevića, a Kobinac és mások. Ma már csak a Mišića malom létezik.

## Közlekedés
A Teslić-Derventa vasútvonal körülbelül 90 évig haladt át a falun, amelyet 1968-ban szüntettek meg. Az egykori vasútállomás épülete rossz állapotban van. A vasútállomás mellett állt a Maričin han, amelyet a huszadik század első évtizedében bontottak le.

## Nevezetességei
- Brestovci falucskában akár két méter mély és valamivel keskenyebb természetes, kőbe vájt gödrök is találhatók. A helyi lakosok ezeket a gödröket ambarinnak nevezik. Régebben Gornja Lupljanica tehetősebb lakói ilyeneket használtak az élelmiszerek tárolására. A talaj nagy porozitása miatt ezek a tárolók meglehetősen szárazak, és az élelmiszer nem romlik meg bennük.[4]

- A település legrégebbi fennmaradt hagyományos háza Dušan Tešićé volt, és 1910 körül épült.[4] A ház négyszintes volt, olyan fából épült, amelyet nem fűrésztelepen dolgoztak fel, hanem kézzel faragtak.[4]

- Kamen – 1880-ban vasútépítés során több római pénzérmét találtak, melyek Gracianus, I. Theodosius és II. Valentinianus érméi voltak és 370 után kerülhettek a földbe.[6]

- Visoko Brdo – paleolit telep, kőkorszaki és újkőkorszaki település maradványai. A lelőhely a Boszna és az Ukrina között húzódó dombláncolat legmagasabb pontján található. A domb aljában egy pliocén kori folyóterasz húzódott, melyre a pleisztocén során újabb rétegek rakódtak. A területen 1959-ben és 1979-ben zajlottak régészeti feltárások. A paleolit telep kultúrrétegében, mely 90-100 cm-es mélységben található, kis részben a moustérien, míg többségben az aurignac típushoz tartozó kőszerszámok kerültek elő. A neolit telep régészeti leletei, főként kerámiák,  a vinča-tordosi kultúrához, míg földfelszín közelében levő vékony rétegből származó az újkőkori leletek a lasinjai kultúrához tartoznak.[6]